# Torita
La torita, de fórmula (Th, U) SiO4, es un raro nesosilicato u ortosilicato de torio, que cristaliza en el sistema tetragonal y es isomorfo con los minerales circón y hafnón. Es el mineral más común del elemento torio y casi siempre es muy radiactivo. Recibió ese nombre en 1829 para reflejar su contenido de torio. La torita fue descubierta en 1828 en la isla de Løvø, Noruega, por el vicario y mineralogista, Hans Morten Thrane Esmark, quien envió los primeros ejemplares de este mineral negro a su padre, Jens Esmark, que era un profesor de mineralogía y geología.

## Ocurrencia
Las muestras de torita generalmente provienen de pegmatitas ígneas y de rocas volcánicas extrusivas, filones hidrotermales y están en contacto con rocas metamórficas. También se sabe que se producen como pequeños granos de arenas detríticas. Los cristales son raros, pero si se encuentran suelen poseer forma de cristales prismáticos cortos con terminaciones piramidales. Suele presentarse en asociación con otros minerales como circón, monacita, gadolinita, fergusonita, ytrialita, uraninita y pirocloro.
La torita es actualmente un importante mineral de uranio. Una variedad de torita, a menudo llamada "uranotorita", es particularmente rica en uranio y ha sido un mineral de uranio viable en Bancroft, Ontario, Canadá. Otras variedades de torita son la "orangita", una de color naranja, y la "calciotorita", una variedad impura con pequeñas cantidades de calcio.

## Propiedades
La torita aparece habitualmente metamíctica e hidratada, por lo que es un mineral ópticamente isótropo y amorfo. Debido a las diferencias en la composición, el peso específico varía desde 4,4 hasta 6,6 g/cm³. La dureza es 4,5 y el lustre es vítreo o resinoso. El color es normalmente negro, pero también negro parduzco, naranja, amarillo-naranja y verde oscuro.
Debido a que la torita es altamente radiactiva, las muestras se han metamictizado. Esta es una condición en que se encuentran los minerales radiactivos que es resultado de los efectos destructivos de su propia radiación sobre su red cristalina. El efecto puede destruir una red cristalina por completo, dejando la apariencia exterior sin cambios.